# 10 Days in Sun City
10 Days in Sun City es una película de acción y comedia romántica nigeriana, estrenada el 17 de junio de 2017. Su producción ejecutiva estuvo a cargo de Ayo Makun, quien también es un personaje principal en la película. Fue dirigida por Adze Ugah, escrita por Kehinde Ogunlola y producida por Darlington Abuda. Es la tercera entrega de la franquicia Akpos Adventure y se rodó en locaciones de Lagos y Johannesburgo, Sudáfrica. Se encuentra disponible en Netflix.

## Sinopsis
Una aspirante a reina de belleza es llevada al estrellato pero en el proceso su vida da un giro al denunciar a su mánager y prometido. Una historia donde el amor verdadero lo conquista todo independientemente de la barrera o los desafíos encontrados.

## Reparto
| Actor                 | Personaje                 |
| --------------------- | ------------------------- |
| Richard Mofe-Damijo   | Otunba Williams           |
| Adesua Etomi          | Bianca                    |
| AY Makun              | Akpos                     |
| Mercy Johnson         | Monica                    |
| Folarin "Falz" Falana | Seyi                      |
| Gbenro Ajibade        | Otunba Bodyguard          |
| Uti Nwachukwu         | presentadora del concurso |
| Yvonne Jegede         |                           |
| Miguel A. Núñez Jr.   |                           |
| Amanda Du-Pont        | Kimberley (Kim K. )       |
| Thenjiwe Moseley      |                           |
| Celeste Ntuli         | propietaria del bar       |
| 2face Idibia          | él mismo                  |
| Alibaba Akpobome      | Jefe                      |
| Clinton Miles         | fanático de AY Makun      |